# E471
Пищевая добавка E471 обозначает ряд моноглицеридов и диглицеридов жирных кислот. Применяется в пищевой промышленности в качестве добавки эмульгатора-стабилизатора. Имеет натуральное происхождение.

## Получение
Получается путём переэтерификации жиров в присутствии свободного глицерина. Молекулярной дистилляцией можно отделить моноглицериды, повысив их содержание в смеси до 90-95%. Примеси: нейтральные жиры, свободный глицерин, свободные жирные кислоты, неомыляемые жиры, сложные эфиры полиглицерина.

## Использование
В пищевой промышленности служит для смешивания «несмешиваемых» жидкостей, например, воды и масла. Наиболее часто применяется при производстве маргарина, мороженого, майонезов, йогуртов и других продуктов с высоким содержанием жира.

## Действие на организм
Относится к группе натуральных безопасных добавок, в организме перерабатывается как и все остальные жиры. Моноглицериды и диглицериды жирных кислот по своему строению похожи на частично усвоенный натуральный жир, и организм перерабатывает данный эмульгатор, как и все остальные жиры. Соответственно, вред организму, связанный с чрезмерным потреблением жиров, могут нанести непосредственно сами продукты, содержащие эту добавку при их постоянном потреблении в большом количестве.